# Didin/Zaffiro rosa
Didin/Zaffiro rosa è un singolo della cantautrice pop italiana Rossana Casale, pubblicato nel 1983 dall'etichetta discografica Philips.
Il singolo raggiunse la quarantasettesima posizione dei singoli più venduti.

## I brani

### Didin
Didin, scritto dalla Casale ed Alberto Fortis, è un brano pop.
All'interno del programma Non è la Rai, Sofia Sed ne ha eseguito una cover inclusa nella compilation Non è la Rai gran finale del 1995.

### Zaffiro rosa
Zaffiro rosa è il lato B del singolo, scritto dagli stessi autori.

## Tracce
Lato A
1. Didin – 3:54 (Rossana Casale - Alberto Fortis)

Durata totale: 3:54
Lato B
1. Zaffiro rosa – 3:44 (Rossana Casale - Alberto Fortis)

Durata totale: 3:44

### Charts
| Chart (1983)  | Peak position |
| ------------- | ------------- |
| Italia (FIMI) | 8             |